# Cotoneaster delphinensis
Cotoneaster delphinensis är en rosväxtart som beskrevs av Chatenier. Cotoneaster delphinensis ingår i släktet oxbär, och familjen rosväxter. Inga underarter finns listade i Catalogue of Life.